# Charles de Marillac
Pour les articles homonymes, voir Marillac.
Charles de Marillac (Riom, vers 1510 - Melun, vers le 2 décembre 1560) est un homme d'église, un  homme politique et un diplomate français du XVIe siècle.
Il fut archevêque de Vienne et membre du conseil privé du roi.

## Biographie
Issu d'une famille noble de Basse-Auvergne, fils d'un secrétaire du connétable de Bourbon, il fait ses débuts comme avocat au parlement de Paris. Ses qualités de négociateur le font désigner comme ambassadeur, d'abord à Constantinople puis à Londres et enfin auprès de Charles Quint. 
En 1555, il fait partie des députés français chargés de négocier la paix avec les députés d'Angleterre et de l'Empire lors des conférences tenues à Marck près de Calais. Ses deux dernières missions l'ont mené à Rome (1557) et à la Diète d'Augsbourg (1559). Son talent pour faire admettre le point de vue de la France aux princes du Saint-Empire romain germanique lui vaut d'abord l'évêché de Vannes en 1550 puis l'archevêché de Vienne en 1557. 
Sous François II, il marque son opposition à la politique religieuse des Guise au pouvoir et prône lors de l'assemblée des notables d'août 1560 une réforme de l'Église de France. Il tombe peu de temps après en disgrâce du fait de son rapprochement avec les ennemis des Guise. Il meurt à l'âge de cinquante ans dans son abbaye de Saint-Père-lès-Melun.
Il fit construire le château de Denone à Effiat (Puy-de-Dôme).

## Famille
Charles de Marillac est le fils de Guillaume II de Marillac. Parmi ses frères, les plus notables sont : 
- Gabriel, avocat général au parlement de Paris (†1554).
- Bertrand, prédicateur franciscain et grand vicaire de son frère Charles. En 1566, il devient lui-même évêque de Rennes (†1576).
- Guillaume, surintendant des finances, père du futur garde des Sceaux Michel de Marillac, du futur maréchal de France Louis de Marillac et grand-père de Louise de Marillac.

## Marillac dans la fiction
- 2010 : Les Tudors, série TV de Michael Hirst : Lothaire Bluteau (saison 4)

## Note
1. ↑  De La Chesnaie-Desbois, Histoire de la noblesse, Tome 9, Antoine Boudet, Paris, 1775 lire en ligne On lit dans les Mémoires de Michel de Castelnau que son père serait Gilbert de Marillac, ce qui est contredit par les autres sources : Gilbert est son frère ainé. (Les Mémoires de messire Michel de Castelnau, seigneur de Mauvissière, Bruxelles, Jean Léonard, 1731, p. 497.)

### Sources imprimées
- « Extraict de quelques mémoires trouvés entre les papiers de feu Charles Marillac, archevesque de Vienne » in Négociations, lettres et pièces diverses relatives au règne de François II, tirées du portefeuille de Sébastien de l'Aubespine, évêque de Limoges, Paris Louis, Paris, imprimerie royale, « Collection de documents inédits sur l’histoire de France », 1841, p. 772-779.